# Yakiv Sávchenko
Yakiv Hrihórovich Sávchenko, en ucraniano: Яків Григорович Савченко, en ruso: Яков Григорьевич Савченко, romanizado: Yakov Grigorievich Savchenko, (Shabki, 21 de marzojul./ 2 de abril de 1890greg.- Kiev, 2 de noviembre de 1937) fue un poeta, crítico literario y ensayista ucraniano, representante del Renacimiento fusilado.

## Biografía
Yakiv Savchenko nació en Shabki [Жабки] en la gobernación de Poltava, en el imperio ruso, actualmente llamado Lutsenki, en el distrito de Lójvitsia de la región ucraniana de Poltava, hijo de una familia de campesinos y artesanos.
Comenzó sus estudios en la Universidad San Vladimir de Kiev, pero no los terminó. Luego trabajó como profesor en la región de Sumy y después en Zhitómir, en la editorial Strumko. Durante la Revolución rusa fue una de las principales figuras del renacer literario ucraniano, el llamado Renacimiento fusilado, editando el almanaque literario de los simbolistas, Sterni [Стерні].
Su primer poema fue publicado en Leópolis en la revista Ucrania Ilustrada. Sus primeras obras poéticas estuvieron influenciadas por el Simbolismo, Poesía (1919) [Поезії] y Tierra (1920) [Земля]. Después de inclinarse brevemente hacia el Futurismo, abandonó la poesía y se dedicó a la crítica literaria.
En la década de 1920 trabajó inicialmente para los periódicos de Kiev Bolchevique [Більшовик] y La verdad proletaria [Пролетарська правда] y desde 1929 en adelante fue editor en el estudio de cine Administración Panucraniana de Fotografía y Cine [Всеукраїнське фотокіноуправління (ВУФКУ)]. Este período también vio su fase creativa más productiva, durante la cual publicó activamente en periódicos y revistas y publicó libros.
Al mismo tiempo enseñaba dirección de cine, teoría del drama, escritura de guiones y literatura en el escenario en el Instituto de Cine de Kiev, hasta que fue relevado de sus funciones docentes y editoriales debido a sus opiniones nacionalistas. Savchenko pertenecía al grupo literario Zhovten y a la Unión Panucraniana de Escritores Proletarios. Fue arrestado en su apartamento la noche del 17 de septiembre de 1937 y el 1 de octubre fue acusado de «ser miembro de una organización nacionalista antisoviética y de realizar actividades de espionaje, sabotaje y terrorismo contra el gobierno soviético». El 1 de noviembre de 1937 fue condenado a muerte por fusilamiento y al día siguiente se ejecutó la sentencia. El 27 de noviembre de 1958 fue rehabilitado póstumamente.